# Facharbeiter für BMSR-Technik

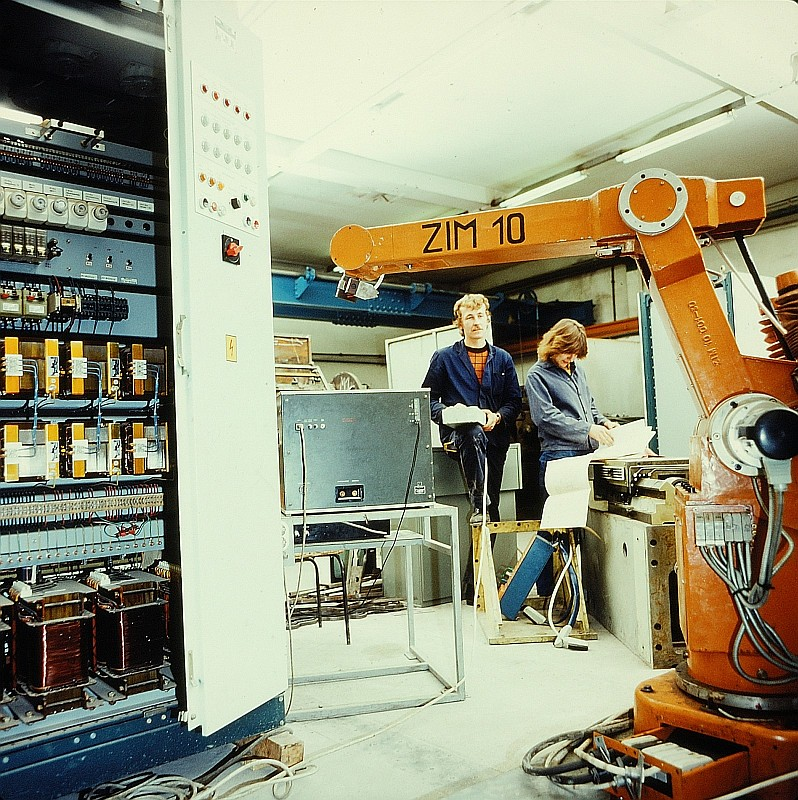
Facharbeiter für BMSR-Technik arbeiten an einem Industrieroboter (Riesa, 1983)

Der Facharbeiter für Betriebsmess-, Steuerungs- und Regelungstechnik war ein Ausbildungsberuf in der DDR. Es handelt sich um einen Elektroberuf, der zusätzlich mit mechanischen Kenntnissen erweitert war, um den speziellen Anforderungen der Wartung von Mess- und Regelungstechnik in Großbetrieben gerecht zu werden. Zum Aufgabenprofil des Facharbeiters für BMSR-Technik gehörten Arbeiten an elektrischen, elektronischen, pneumatischen, hydraulischen und rein mechanischen Systemen. In größeren Betrieben war der Zuständigkeitsbereich des BMSR-Technikers klar vom Elektriker und vom Schlosser abgegrenzt.
Die Ausbildung zum „Facharbeiter für BMSR-Technik“ dauerte auf Grund der höheren fachlichen Anforderung ein halbes Jahr länger als bei den meisten Berufen und betrug somit zweieinhalb Jahre.
Die sperrige Berufsbezeichnung „Facharbeiter für BMSR-Technik“ wurde in der Praxis zu Gunsten des einfacheren „BMSR-Technikers“ beziehungsweise „BMSR-Mechanikers“ nicht verwendet. Da es in der DDR auch den Berufsstand eines Technikers gab, kam es nicht zu Irritationen durch diese Bezeichnung. Wohl aus der Abkürzung BMSR abgeleitet war die im spaßigen Umgang weit verbreitete Bezeichnung „Bremser“.
Am 15. Juli 1968 wurde in „Verfügungen und Mitteilungen des Ministeriums für Volksbildung“ die Aufnahme der Module „Grundlagen der Elektronik“, „Grundlagen der BMSR-Technik“ und „Grundlagen der Datenverarbeitung“ in alle Berufsausbildungen veröffentlicht. Ab den 1970er Jahren überwog der Anteil von Frauen, die die Ausbildung aufnahmen.
Die Berufsausbildung des Facharbeiters für BMSR-Technik wurde mit der Anpassung der Berufe an die Bezeichnungen der Industrie- und Handelskammer zunächst in Mess- und Regelmechaniker, 1992 in Prozessleitelektroniker und 2003 in Elektroniker für Automatisierungstechnik geändert. Die Ausbildung war in vielen Bereichen mit der eines heutigen Mechatronikers vergleichbar.